# 王书枫
王书枫（1923年—1998年），河南洛阳人。中华人民共和国政治人物。
早年担任黑龙江省东北书店经理部长、经理。中华人民共和国成立后，历任任江西省瑞昌县副县长、县长、县委书记。1977年，升任中共江西省井冈山地委书记。1979年，任中共吉安地委书记。1983年，升任中共江西省委委员。1985年至1988年2月，任江西省人大常委会主任。